# Le Monestier
Ne doit pas être confondu avec Le Monestier-du-Percy.
Pour les articles homonymes, voir Monestier.
Le Monestier est une commune française, située dans le département du Puy-de-Dôme en région Auvergne-Rhône-Alpes.

## Géographie

### Lieux-dits et écarts

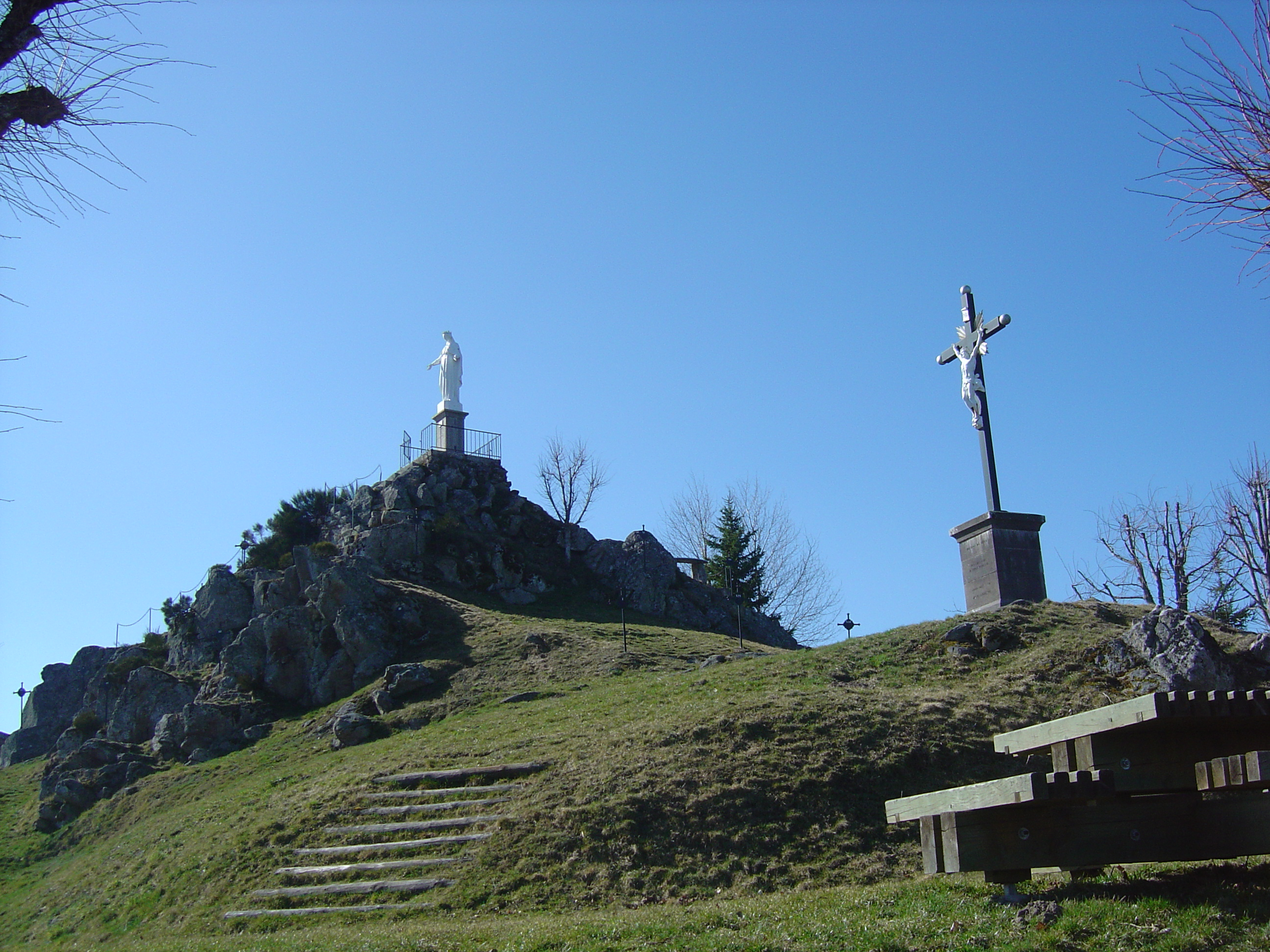
Rocher de la Vierge dominant Le Monestier.

Le Monestier est une commune rurale d'Auvergne, située dans le parc du Livradois-Forez à une heure de Clermont-Ferrand, préfecture du Puy-de-Dôme. Elle se compose du bourg principal, situé à 3 km de Saint-Amant-Roche-Savine et à 7 km d'Ambert, ainsi que de nombreux bourgs et lieux-dits répartis autour.
La Belette, Blanval (cf. photographie), le Cabaret, Chaboissière, chez Servy, chez Le Maréchal, Clamont, les Escures, Gillangues, Gondinangues, le Grand Pré, les Guilleminches, l'Imberdis (à cheval sur la commune de Grandval), le Lac, Laire, Liorangues, Losmont, Marsollat, Martinangues, le Mayet, la Mayoux, le Moulin de Marsollat, Pré Grand, la Renaudie, Roche Savine, la Rousse, le Sagnat (cf. photographie), la Souderie, le Theil, la Thiolerie, le Vernet, Virennes.

### Communes limitrophes

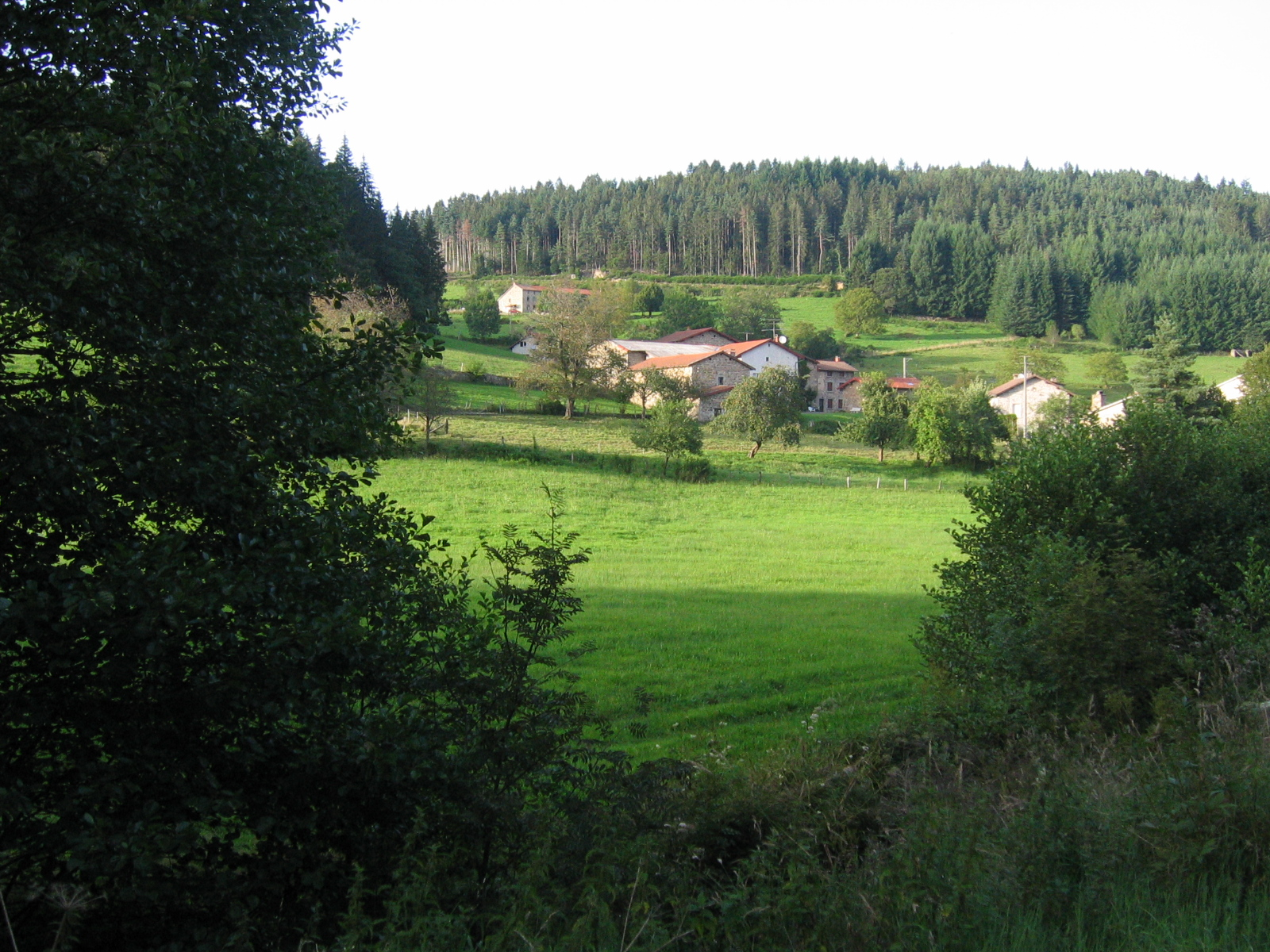
Vue de Blanval et du lieu-dit Le Sagnat.

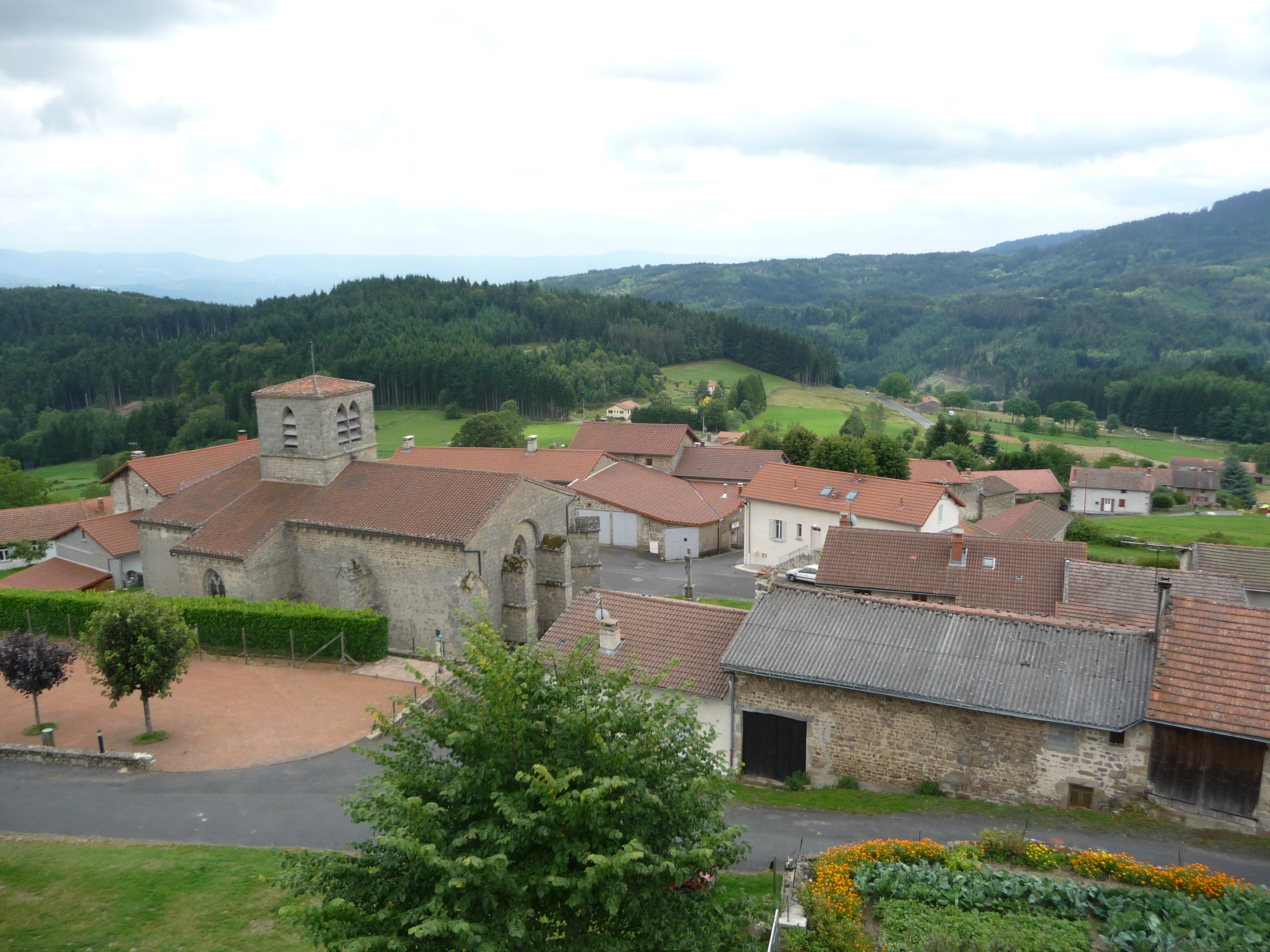
Vue sur le village depuis le rocher de la Vierge.

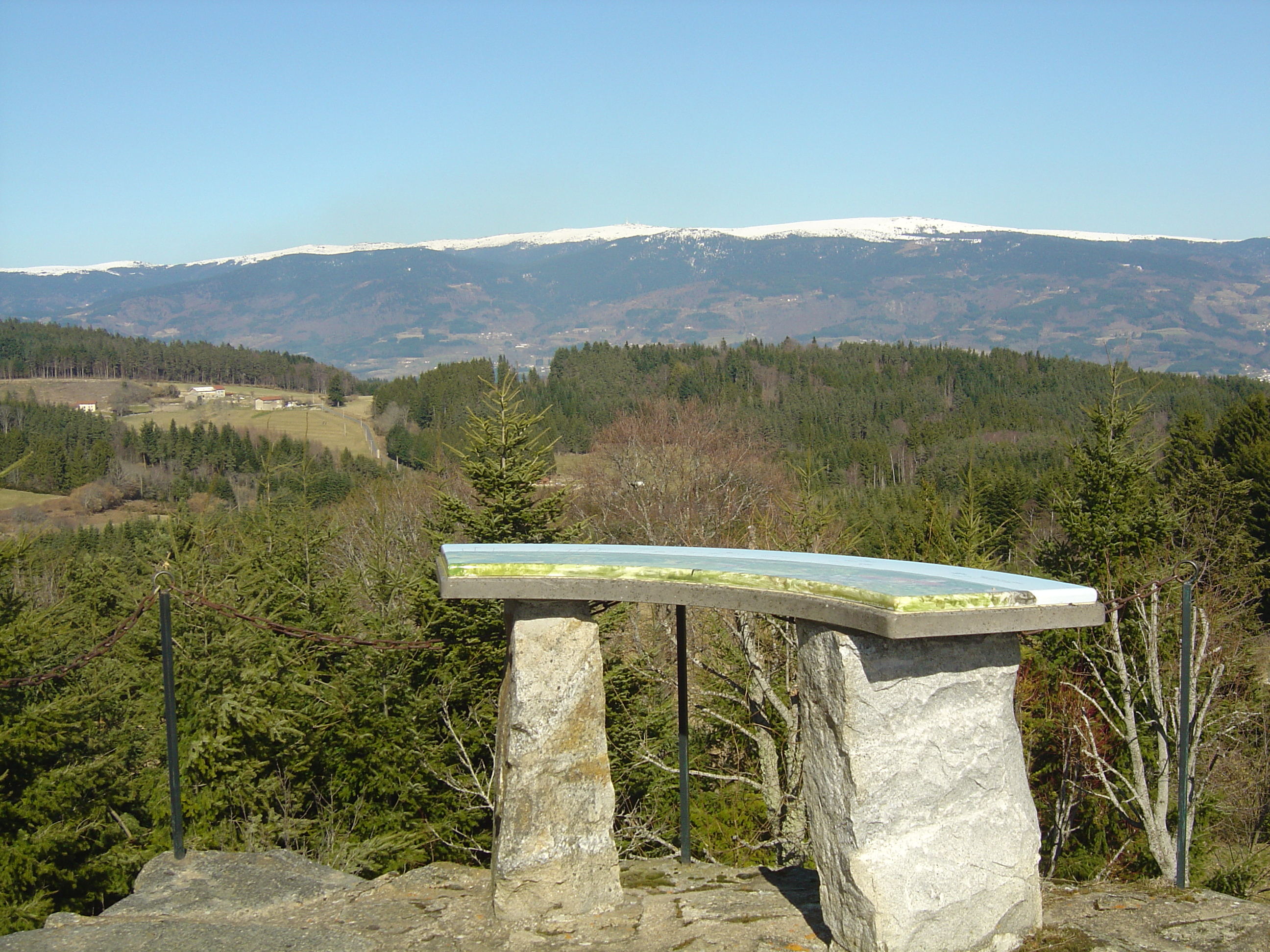
Vue sur Pierre-sur-Haute et les monts du Forez depuis le rocher de la Vierge.

| Saint-Amant-Roche-Savine | Grandval           | Thiolières                     |
|                          | du Monestier       | Ambert Saint-Ferréol-des-Côtes |
| Fournols                 | Chambon-sur-Dolore | Champétières                   |

Les communes limitrophes sont Ambert, Chambon-sur-Dolore, Champétières, Fournols, Grandval, Saint-Amant-Roche-Savine, Saint-Ferréol-des-Côtes et Thiolières.

### Climat
Pour des articles plus généraux, voir Climat d'Auvergne-Rhône-Alpes et Climat du Puy-de-Dôme.
En 2010, le climat de la commune est de type climat des marges montargnardes, selon une étude du Centre national de la recherche scientifique s'appuyant sur une série de données couvrant la période 1971-2000. En 2020, Météo-France publie une typologie des climats de la France métropolitaine dans laquelle la commune est exposée à un climat de montagne ou de marges de montagne et est dans la région climatique  Nord-est du Massif Central, caractérisée par une pluviométrie annuelle de 800 à 1 200 mm, bien répartie dans l’année. 
Pour la période 1971-2000, la température annuelle moyenne est de 8,7 °C, avec une amplitude thermique annuelle de 15,9 °C. Le cumul annuel moyen de précipitations est de 1 024 mm, avec 10,7 jours de précipitations en janvier et 7,9 jours en juillet. Pour la période 1991-2020, la température moyenne annuelle observée sur la station météorologique de Météo-France la plus proche, « Ambert », sur la commune d'Ambert à 6 km à vol d'oiseau, est de 10,1 °C et le cumul annuel moyen de précipitations est de 860,2 mm,. Pour l'avenir, les paramètres climatiques de la commune estimés pour 2050 selon différents scénarios d'émission de gaz à effet de serre sont consultables sur un site dédié publié par Météo-France en novembre 2022.

## Urbanisme

### Typologie
Au 1er janvier 2024, Le Monestier est catégorisée commune rurale à habitat très dispersé, selon la nouvelle grille communale de densité à sept niveaux définie par l'Insee en 2022.
Elle est située hors unité urbaine. Par ailleurs la commune fait partie de l'aire d'attraction d'Ambert, dont elle est une commune de la couronne,. Cette aire, qui regroupe 29 communes, est catégorisée dans les aires de moins de 50 000 habitants,.

### Occupation des sols
L'occupation des sols de la commune, telle qu'elle ressort de la base de données européenne d’occupation biophysique des sols Corine Land Cover (CLC), est marquée par l'importance des forêts et milieux semi-naturels (68,2 % en 2018), une proportion sensiblement équivalente à celle de 1990 (68,9 %). La répartition détaillée en 2018 est la suivante : 
forêts (66,9 %), prairies (28,3 %), zones agricoles hétérogènes (3,5 %), milieux à végétation arbustive et/ou herbacée (1,3 %). L'évolution de l’occupation des sols de la commune et de ses infrastructures peut être observée sur les différentes représentations cartographiques du territoire : la carte de Cassini (XVIIIe siècle), la carte d'état-major (1820-1866) et les cartes ou photos aériennes de l'IGN pour la période actuelle (1950 à aujourd'hui).

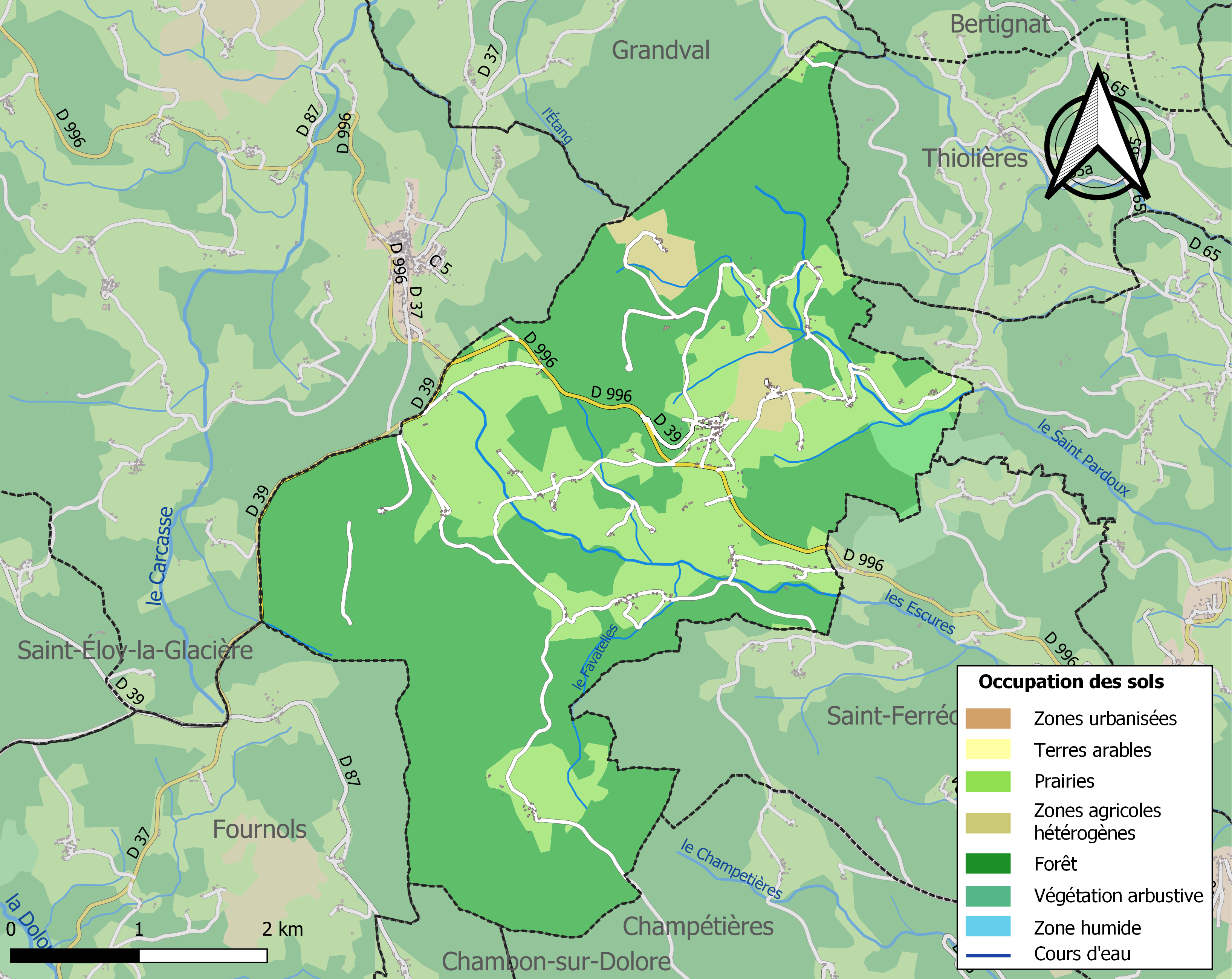
Carte des infrastructures et de l'occupation des sols de la commune en 2018 (CLC).

## Histoire contemporaine et économie
Après un exode rural important à la suite de la Seconde Guerre mondiale, le Monestier connaît une faible croissance démographique depuis les années 2000, avec le développement de l'activité économique du bassin ambertois, situé à quelques kilomètres de la commune. Le Monestier attire ainsi de jeunes travailleurs décidés à s'implanter dans le « pays », connu pour sa qualité de vie, et ne souhaitant pas grossir la périphérie d'Ambert. La commune compte également plusieurs artisans indépendants.
La commune, qui a perdu son dernier commerce au milieu des années 1990, connaît donc une certaine renaissance.

## Politique et administration
| Période                                  | Période                    | Identité             | Étiquette | Qualité                         |
| ---------------------------------------- | -------------------------- | -------------------- | --------- | ------------------------------- |
| Les données manquantes sont à compléter. |                            |                      |           |                                 |
| 1892                                     | 1912                       | Jean Roux            |           | Aubergiste                      |
| 1913                                     | 1921                       | Jean-Baptiste Granet |           | Aubergiste, marchand de vin     |
| 1921                                     | 1935                       | Henri-Joseph Collay  |           | Agriculteur                     |
| mars 1935                                | mars 1945                  | Raymond Granet       |           | Marchand de vin                 |
| mars 1945                                | mars 1947                  | Jean Malmenaide      |           | Agriculteur                     |
| mars 1947                                | mars 1953                  | Felix Imberdis       |           | Agriculteur                     |
| mars 1953                                | mars 1959                  | Marius Favier        |           | Ouvrier scieur                  |
| mars 1959                                | mars 1965                  | Marcel Barthelay     |           | Menuisier, Charpentier          |
| mars 1965                                | mars 1971                  | Maurice Chassaigne   |           | Restaurateur, Épicier           |
| mars 1971                                | mars 1989                  | Louis De Villard     |           | Assureur                        |
| mars 1989                                | mars 1995                  | Joseph Baud          |           | Agriculteur                     |
| mars 1995                                | mars 2008                  | Jean-Philip Pouget   |           | Agriculteur                     |
| mars 2008                                | mars 2014                  | Denis Chassaigne     |           |                                 |
| mars 2014                                | mai 2020                   | Jean-Philip Pouget   |           | Agriculteur                     |
| mai 2020                                 | En cours (au 25 août 2020) | Didier Lack          |           | Directeur de centre de vacances |

## Population et société

### Démographie
L'évolution du nombre d'habitants est connue à travers les recensements de la population effectués dans la commune depuis 1793. Pour les communes de moins de 10 000 habitants, une enquête de recensement portant sur toute la population est réalisée tous les cinq ans, les populations de référence des années intermédiaires étant quant à elles estimées par interpolation ou extrapolation. Pour la commune, le premier recensement exhaustif entrant dans le cadre du nouveau dispositif a été réalisé en 2005.

En 2022, la commune comptait 239 habitants, en évolution de +15,46 % par rapport à 2016 (Puy-de-Dôme : +2,1 %, France hors Mayotte : +2,11 %).
| 1793 | 1800  | 1806  | 1821  | 1831  | 1836  | 1841  | 1846  | 1851  |
| ---- | ----- | ----- | ----- | ----- | ----- | ----- | ----- | ----- |
| 997  | 1 015 | 1 045 | 1 035 | 1 054 | 1 130 | 1 174 | 1 076 | 1 040 |

| 1856  | 1861  | 1866 | 1872 | 1876 | 1881 | 1886 | 1891 | 1896 |
| ----- | ----- | ---- | ---- | ---- | ---- | ---- | ---- | ---- |
| 1 036 | 1 001 | 990  | 967  | 926  | 875  | 841  | 830  | 813  |

| 1901 | 1906 | 1911 | 1921 | 1926 | 1931 | 1936 | 1946 | 1954 |
| ---- | ---- | ---- | ---- | ---- | ---- | ---- | ---- | ---- |
| 758  | 715  | 746  | 602  | 565  | 555  | 550  | 511  | 455  |

| 1962 | 1968 | 1975 | 1982 | 1990 | 1999 | 2005 | 2006 | 2010 |
| ---- | ---- | ---- | ---- | ---- | ---- | ---- | ---- | ---- |
| 374  | 336  | 289  | 235  | 190  | 177  | 176  | 179  | 194  |

| 2015 | 2020 | 2022 | - | - | - | - | - | - |
| ---- | ---- | ---- | - | - | - | - | - | - |
| 206  | 236  | 239  | - | - | - | - | - | - |

## Culture locale et patrimoine

### Lieux et monuments

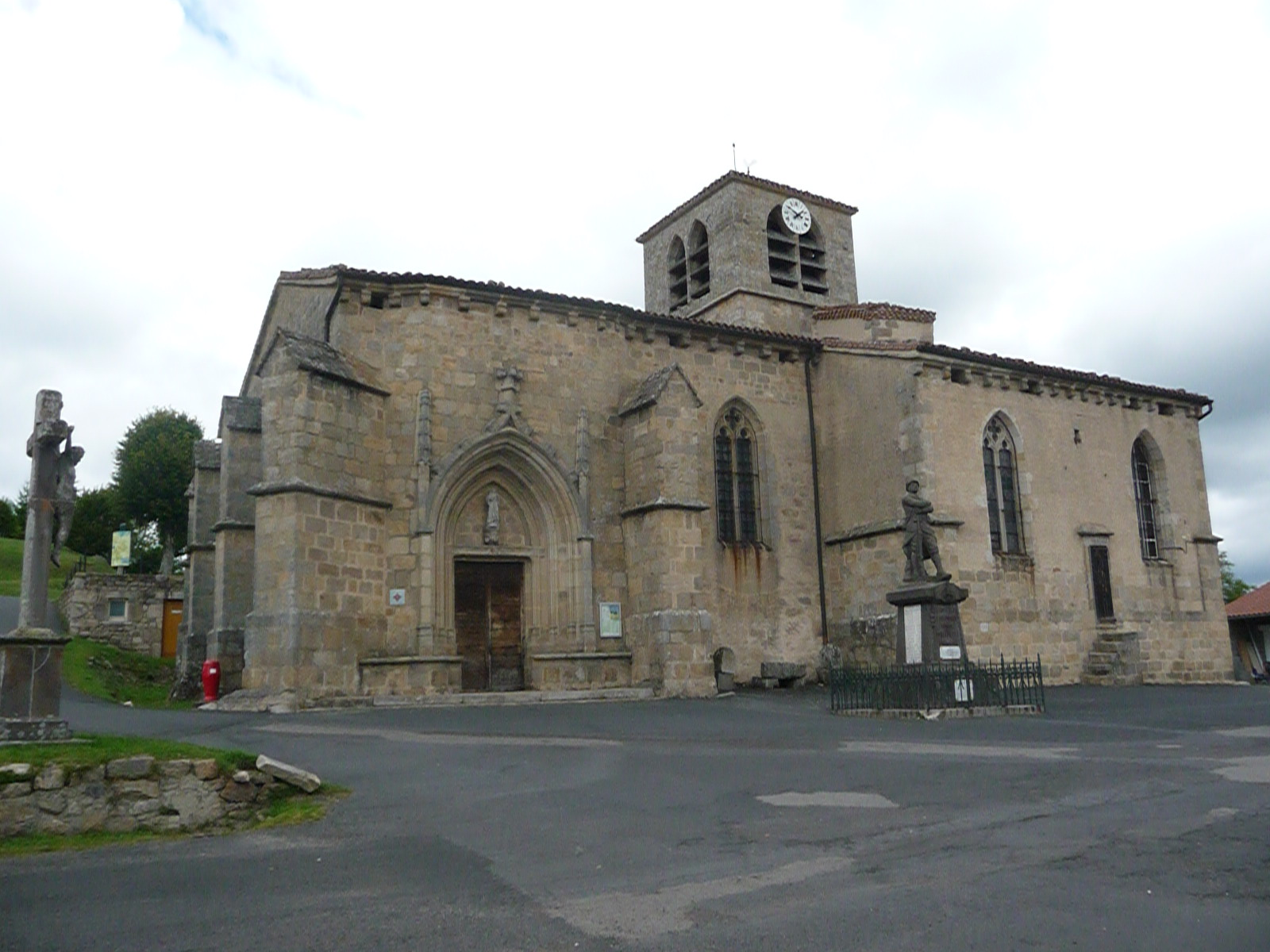
Église.

- Église paroissiale Saint-Antoine (XVe siècle).
Classement au titre des monuments historiques le 24 juin 1976.
- Plusieurs peintures murales monumentales, supposées peintes par Joan Ruat vers 1828 (château du Lac, propriété privée).
Classement au titre des monuments historiques le 23 mai 1975.
- Le rocher de la Vierge, qui domine le village.

### Patrimoine naturel
La commune du Monestier est adhérente du parc naturel régional Livradois-Forez.
Le col des Fourches (972 m) a été emprunté 6 fois par le Tour de France.

### Personnalités liées à la commune
- André Chassaigne, député communiste de la cinquième circonscription du Puy-de-Dôme, ancien maire de la commune de Saint-Amant-Roche-Savine (située à 3 km du Monestier).
- Jacquy Demaison, musicien, comédien, compositeur (a notamment composé la musique du film Lieux communs de Antoine Lopez, 2001).
- Alexandre Vialatte, journaliste, écrivain, chroniqueur au journal La Montagne, traducteur de Kafka a résidé à Ambert et Saint-Amant-Roche-Savine de 1941 à 1944.
- Henri Pourrat, écrivain, a fréquemment résidé aux Escures pour des raisons de santé. L'iconographie populaire lui prête de longues promenades matinales, vêtu d'un grand chapeau et d'une cape noire.